# Ezio Caldognetto
Ezio Caldognetto es un deportista italiano que compitió en piragüismo en la modalidad de aguas tranquilas. Ganó una medalla de bronce en el Campeonato Europeo de Piragüismo de 1997, en la prueba de K1 200 m.

## Palmarés internacional
| Campeonato Europeo | Campeonato Europeo | Campeonato Europeo | Campeonato Europeo |
| Año                | Lugar              | Medalla            | Competición        |
| ------------------ | ------------------ | ------------------ | ------------------ |
| 1997               | Plovdiv (Bulgaria) | Medalla de bronce  | K1 200 m           |